# I’itoi
Iʼitoi vagy Iʼithi az O'odham mítoszokban a csintalan teremtő, isten, aki a Tohono O'odham nép hiedelmei szerint Baboquivari Mountain csúcsa alatt testesül meg, egy barlangban. A barlangba látogatók megkérik, hogy készítsen nekik egy ajándékot, ami a biztonságos visszatérésüket segíti a mélységekből. I'itoiról úgy tartják, hogy ő volt aki a Hohokam népet felhozta ennek a földnek a mélyéből, és később a Tohono O'odham-ek és a Pima-ák őseit is. Szintén neki köszönhetik a Himdag-ek, azt az ajándékot, amivel irányítani tudták az embereket, hogy egyesüljenek, és a világgal egyensúlyban élhessenek, ahogy elrendeltetett.
A Pima-ák "Se"-ként említik I'itoit: Ő (Idős Testvér). A Iʼithi kifejezés egy másik dialektus, amit a Hia C-ed O'Odham-ák használnak.
Kosárfonatokon és sziklarajzokon gyakran megjelenik az ember a labirintusban motívum, melyben a labirintus bejáratánál helyezik el őt. Erről a labirintusról a Pima-ák úgy tartják, hogy a háza alaprajza, a Tohono O'odham-ák szerint egy térkép, ami elvezet a lakhelyéhez.

## Modern megjelenés
"Az ember a labirintusban" motívumot a délnyugat-amerikai törzsek egységesen használják, ezek közül kiemelkedő: a  Tohono O'odham ezüstművesek gyűrűinek, ékszereinek technikája, és a Pima kosárfonóinak mintái, amik nagyon népszerűek voltak az 1900-as években. Minden egyes fonatnak azonban van egy "hibája", (ami "dau"-ként, vagy ajtóként ismert) és szándékosan ejtettek, hogy kiengedhessék a kosár szellemét.

## A legenda
"Kezdetben, a Földcsináló, Prérifarkas (Coyote) és az Egerészölyv együtt éltek teljes sötétségben. Földcsináló levakarta a port a bőréről és addig tartogatta  a tenyerén, amíg egy sivatagi szurokbokor (Larrea tridentata) nőtt ki belőle. Ennek a bokornak a mézgájából formálta Földcsináló az  egész világot. Addig táncolt az új világon, amíg lapos lett, és a föld széle megérinthette az égboltot. Hirtelen, nagy zaj közepette felbukkant egy természetfeletti, I'itoi nevű istenség. Ketten újraformálták a világot. Prérifarkas, aki kezdettől fogva a világon volt, segített és tanácsadója volt az istenségnek. Az újraformált világ eléggé ingatag volt, a Pókembereknek kellett összevarrnia a föld peremét az éggel. Ezután az Egerészölyv kemény munkával felgyűrte a hegyeket, csőrével kivájta a folyók medrét és erős szárnyaival megteremtette a csillagokat, Napot és a Holdat is. Embereket is teremtettek, de nem voltak megfelelőek, különösen Prérifarkas alkotott sok, idétlen, furcsa embert. Így a két istenség (I'itoi és Földcsináló) árvízzel pusztította el Őket. Előtte I'itoi, Földcsináló és Prérifarkas döntést hoztak, hogy amelyikük legelőbb előjön a búvóhelyéről az árvíz után, az lesz a Gondoskodó. I'itoi jött fel legelőbb, és azóta is  ő az emberek Gondoskodója. Ő agyagból új, okos embereket formált, de Földcsináló féltékeny lett I'itoi istenségére. Mérgében besüllyedt a Földbe és eltűnt. Ezután I'itoi együtt élt az új néppel (Hohokam indiánok) és mindenben segítette őket. Megtanította az embereket a megfelelő esővarázsló szertartásokra és a sivatagi életmódra. De idővel megváltozott a természete, kötekedett és veszekedett. A nép végül is megölte. Négy év után I'itoi a szelek segítségével életre kelt. Az Ürge lyukat vájt a földbe és ezen I'itoi a föld alá ment, hogy barátokat keressen, akikkel elüldözhetik a rossz népet. A föld alatt találta a Papago és Pima indiánokat. I'itoi kivezette őket a földre és a Papagokkal kiűzte a Hohokam indiánokat. Ebből a harcból csak a ma is látható romok maradtak utánuk (Casa Grande). I'itoi kiválasztotta a Pima és Papago indiánok helyét a sivatagban. Minden törzs letelepedési helyét kukoricaszemekkel jelölte meg. Ezeket a kukoricaszemeket a szél hozta a Papago és Pima indiánoknak. Azután megtanította őket az esővarázslási szertartásokra. Ezeket tartotta a legfontosabbnak, és figyelmeztette őket a gyakorlására. Kérte, hogy becsüljék, és  őrizzék a földet összes lakóival, gondoskodjanak a nép jólétéről és boldogságáról. I'itoi ezután elhagyta őket, visszament a föld alá, és valahol Baboquivari Peak környékén él. Ez ma is szentnek hitt, és védett hegycsúcs a Sonora Sivatagban."

## Jelentése
O'odham hiedelmek szerint az útvesztő az életünk folyamán szerzett tapasztalatokat, és választásokat ábrázolja. A közepén egy személy megtalálja, álmait és céljait. Amikor az ember eléri a közepét, van egy utolsó alkalma, hogy visszaemlékezzen a választásokra, és az ösvényekre amit bejárt, mielőtt a Napisten üdvözölne, megáldana, és a következő világba bocsátana minket.
Alfretta Antone szerint:
"Az Idős Testvér az útvesztőben él... és, az ok, amiért ott él... hogy is mondjam... egy varázsló, nem, kuruzsló, aki el tud tűnni, és olyan dolgokat képes tenni, mint emberek gyógyítása, és hasonló dolgok... Ő volt Idős Testvér... Se: Ő... így hívták... ő élt ott... de sok ellensége volt, ezért építette, és ezért lakott ott, az emberek pedig bementek, de nem találták, ezért megfordultak, és visszamentek.
De a valóságban... ha megnézed az útvesztőt, és a tetején elindulva belépsz... az életed, ahol elindulsz, és elérsz egy helyre, ahol körbe kell nézned... mikor elgyengülnél a saját utadon, mert történt valami az otthonodban, szomorú vagy, fel kell állnod, és folytatni az utat az útvesztőben... csak menj, és menj tovább... annyi sok minden megtörténhet... talán elveszted a gyermeked... vagy valaki mást vesztesz el, vagy megállsz, elgyengülsz, és rosszul érzed magad... vagy felkelsz, körbenézel, és megint mész... mikor eléred az útvesztő közepét... mikor meglátod Nap Istent, és Ő megáld téged, és azt mondja megcsináltad... ott véget ér az utad... Az útvesztő az élet egy szimbóluma... boldogság, szomorúság... és te eléred a célod... ott egy álom, és te eléred azt az álmot, ott az útvesztő közepén... ahogy én mesélem, úgy mesélték el nagyszüleim is, milyen is az útvesztő."

## Fordítás
Ez a szócikk részben vagy egészben  az   I'itoi című angol Wikipédia-szócikk fordításán alapul.  Az eredeti cikk szerkesztőit annak laptörténete sorolja fel. Ez a jelzés csupán a megfogalmazás eredetét és a szerzői jogokat jelzi, nem szolgál a cikkben szereplő információk forrásmegjelöléseként.